# Men's Pro Challenger at Tunica National 2008
Il Men's Pro Challenger at Tunica National 2008 è stato un torneo di tennis facente parte della categoria ATP Challenger Series nell'ambito dell'ATP Challenger Series 2008. Il torneo si è giocato a Tunica negli Stati Uniti dal 5 all'11 maggio 2008 su campi in terra verde e aveva un montepremi di $50 000.

## Vincitori

### Singolare
Iván Miranda ha battuto in finale  Carsten Ball con il punteggio di 6–4 6–4

### Doppio
Vladimir Obradovic /  Izak van der Merwe hanno battuto in finale  Ryler de Heart /  Todd Widom con il punteggio di 7–6(5) 6–4